# Герб Ольденбурга
Герб Ольденбурга — герб Великого герцогства Ольденбург — исторического государства, существовавшего с 1101 по 1918 годы. Этот же герб принадлежал герцогам и великим герцогам Ольденбургским — ветви Гольштейн-Готторпской линии династии Ольденбургов, которые правили государством.

## Описание
Щит рассечён и дважды пересечён с малым щитком внутри. Щиток четверочастный с особой внизу оконечностью. Щит покрыт пурпурной мантией, подложенной горностаем и коронованной великогерцогской короной. Такой же короной увенчан малый центральный щиток.
| Изображение | Название, описание |
| ----------- | --- |
|             | Герб норвежский — в червлени золотой коронованный лев с серебряной алебардой |
|             | Герб шлезвигский — в золоте два лазоревых леопардовых льва |
| -           | Герб голштинский — в червлени пересечённый малый щит, серебряный и червлёный, вокруг него серебряный лист крапивы, разрезанный на три части, и три серебряных гвоздя с концами к углам щита |
|             | Герб стормарнский — серебряный лебедь с чёрными лапами и золотою на шее короною |
|             | Герб дитмарсенский — в червлени золотой всадник с поднятым мечом на серебряном коне, покрытом чёрной тканью                                                                                 |
|             | Герб книпхаузенский — в золоте чёрный восстающий коронованный лев |
|             | Герб ольденбургский — в золотом поле два червлёных пояса |
|             | Герб дельменгорстский — в лазури золотой крест с острым внизу концом |
|             | Герб князя-епископа Любека — в лазури золотой крест, увенчанный епископской митрой |
|             | Герб биркенфельдский — червлёно-серебряная шаховница |
|             | Герб фрисландский (Йевер) — в лазури восстающий золотой лев |